# سعر المقاطعة المعلن
يُحتسب سعر المقاطعة المعلن (PCP) لما تسمى السلع القرضية (باستثناء الأرز والقطن) لكل مقاطعة بواسطة وكالة الخدمات الحقلية. ويعكس سعر المقاطعة المعلن التغيرات التي تشهدها أسعار أسواق الحبوب الآجلة (والتي يوجد منها 18 سوقًا في البلد)، ويتم تعديلها لاحتساب تكاليف نقل الحبوب من المقاطعة إلى المحطة النهائية. ويُستخدم هذا السعر بموجب أحكام تسديد قرض التسويق وأحكام دفعات سد العجز في سداد القروض (LDP) للبرامج السلعية. وفيما يخص الأرز والقطن، فإنه يتم استخدام سعر عالمي معدل كبديل لأسعار السوق المحلية.